# Hella Wuolijoki
Hella Wuolijoki, ursprungligen Ella Marie Murrik, född 22 juli 1886 i Helme, Livland, död 2 februari 1954 i Helsingfors i Finland, var en finländsk författare.

## Biografi
Hella Wuolijoki tog studentexamen i Dorpat och studerade sedan vidare i Finland och blev fil.mag. 1908. Hon stannade i Finland, skrev på finska och drev industri och jordbruk. Hon var chef för Rundradion 1945–1949 och riksdagsledamot för Demokratiska förbundet för Finlands folk 1946–1948. 
Hella Wuolijoki bidrog aktivt till fredsförhandlingarna 1940 tack vare personlig vänskap med Aleksandra Kollontaj i Sverige.
Kollontajs dagböcker publicerades under glasnostperioden, men en notis i arkivet togs inte med, sannolikt för att den avslöjade Wuolijokis ställning inom sovjetisk underrättelsetjänst: ”Mer och mer konfererar Jartsev och Wuolijoki bakom ryggen på mig. De sitter i timtal och skriver rapporter till Moskva men berättar inte om vad. Hon och Jartsev anser att svenskarna är ouppriktiga. Och framför allt saknar paret förtroende för mig. De vill inte förstå att Per Albin Hansson är ytterst angelägen om en fredlig lösning… Är det kanske inte bara på Helsingfors uppdrag som hon agerar? Jag har ingen nytta av henne, och de där överläggningarna bakom ryggen på mig enerverar och förargar mig”. 
År 1943 greps hon av Skyddspolisen under Fortsättningskriget för medhjälp till spioneri eftersom hon hade skyddat en sovjetisk agent, Kerttu Nuorteva, som landsatts i Finland med fallskärm för att samla information om de tyska trupperna där. Hon dömdes till livstids fängelse, men frigavs 1944 efter vapenstilleståndet och krav från Sovjetunionen.
Hon skrev skådespel och samarbetade med Bertolt Brecht om den finska versionen av Herr Puntila och hans dräng Matti, som var hennes uppslag.
Hella Wuolijoki var gift med Sulo Wuolijoki och mormor till Finlands tidigare utrikesminister Erkki Tuomioja. Hon ligger begravd på Sandudds begravningsplats.

## Utmärkelser
- Pro Finlandia-medaljen av Finlands Lejons orden,  6 december 1952[7]

[Redigera Wikidata]